# Aploderus princeps
Aploderus princeps är en skalbaggsart som beskrevs av Thomas Casey 1889. Aploderus princeps ingår i släktet Aploderus och familjen kortvingar. Inga underarter finns listade i Catalogue of Life.